# Якобсен, Йохан Адриан

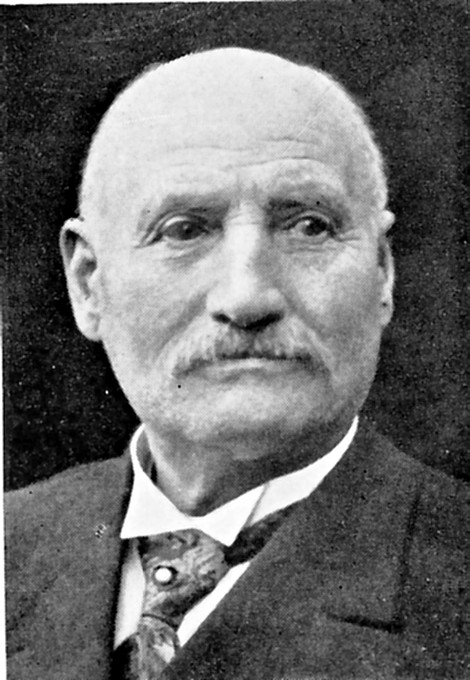

Йохан Адриан Якобсен (норв. Johan Adrian Jacobsen; 9 октября 1853, Тромсё — 1947) — норвежский этнограф и исследователь, впоследствии предприниматель.
В течение семи лет — начиная с 1867 года — он был членом экипажа китобойного судна, ведшего промысел около Шпицбергена и Мурманского берега. Он путешествовал вдоль западного побережья Южной Америки в 1876—1877 годах, а позже посетил арктические регионы, привезя оттуда множество этнографических образцов. В 1881 году он был привлечён к работе Этнологического музея в Берлине для сбора этнографических и других образцов на западном побережье Северной Америки, а также в Корее, Японии, Сибири, островах Южных морей и других местах. Он провёл семь лет, занимаясь этой работой и собрав коллекцию из более чем 18000 экземпляров. Впоследствии его коллекции были размещены в музеях Германии и Норвегии.
На Всемирной выставке в Чикаго в 1893 году он демонстрировал этнографические коллекции от 25 неевропейских народов. Они образовали ядро, на основе которого впоследствии возник Филдовский музей естественной истории в Чикаго. Был печально известен своими расистскими взглядами и плохим обращением с «небелыми» людьми, о чём сохранились записи в дневнике эскимоса Авраама Ульрикаба, семью которого Якобсен выставлял в человеческом зоопарке в Германии.